# 蔣壱
蔣 壱（しょう いつ、? - 222年）は、中国後漢末期から三国時代の呉の武将。揚州九江郡寿春県の人。父は蔣欽。弟は蔣休。

## 生涯
建安24年（219年）、父が関羽討伐の後に病死した際、孫権は領民二百戸と田地二百をもって、蔣壱と弟の蔣休、彼等の母の面倒を看たといわれる。その後、蔣壱は宣城侯に封ぜられ、父の軍勢を受け継ぎ呉の将として仕えた。
建安26年（221年）、劉備が関羽の仇討ちのために攻めてきた際（夷陵の戦い）には、蜀漢軍の攻勢を防ぐ功績を立てた。
黄武元年（222年）、魏の曹丕が呉に攻め込んで来た時にも、それを迎え撃つため迎撃軍に従軍したが、その最中に陣中で病死した。
彼には実子がいなかったため、弟の蔣休がその後を継ぎ軍勢を受け継いだが、後年、罪を犯して資産を失っている。